# Wang Dong
Wang Dong (chin. upr.: 王栋; chin. trad.: 王棟; pinyin: Wáng Dòng; ur. 10 września 1981 w Qingdao) – chiński piłkarz występujący na pozycji pomocnika w drużynie Chongqing Lifan.

## Kariera piłkarska

### Klubowa
Wang Dong jako junior grał w zespołach Qingdao Hainiu i Shaanxi Chanba. Już jako senior, od 2001 występuje w barwach Changchun Yatai. W swym pierwszym sezonie w tej drużynie rozegrał 19 meczów w lidze i strzelił 5 bramek. W sezonie 2003 jego drużyna awansowała z drugiej ligi chińskiej do pierwszej. Wang był od tego momentu podstawowym zawodnikiem Changchunu i strzelał sporo bramek. W sezonie 2007 wywalczył z drużyną mistrzostwo kraju. W 2013 był wypożyczony do Shandong Tengding. W 2014 przeszedł do Chongqing Lifan.

### Reprezentacyjna
Wang Dong od 2006 roku występuje w reprezentacji Chin. Zadebiutował 12 lutego 2006 roku w meczu przeciwko Hondurasowi. Pierwszą bramkę strzelił 10 sierpnia 2006 roku z Tajlandią. Był również powołany na Puchar Azji 2007.

## Sukcesy
Changchun Yatai
- Chinese Super League: 2007
- Chinese Jia B League: 2003